# Diclinanona
Diclinanona Diels – rodzaj roślin z rodziny flaszowcowatych (Annonaceae Juss.). Według The Plant List w obrębie tego rodzaju znajdują się 3 gatunki. Występuje naturalnie w klimacie równikowym Ameryki Południowej – w zachodniej części Peru oraz we wschodniej Brazylii (w stanach Acre, Amazonas i Mato Grosso). Gatunkiem typowym jest D. tessmannii Diels. 

## Morfologia
PokrójZimozielone małe drzewa.
LiścieNaprzemianległe, pojedyncze. Blaszka liściowa jest całobrzega.
KwiatyPromieniste, obupłciowe, dwupienne lub jednopienne, zebrane w małe kwiatostany. Rozwijają się w kątach pędów lub bezpośrednio na pniach i gałęziach (kaulifloria), nawet w trakcie kwitnienia pozostają prawie zamknięte. Mają 3 wolne działki kielicha. Płatków jest 6, ułożonych w dwóch rzędach, są wolne, mniej lub bardziej mięsiste. Mają liczne wolne pręciki. Zalążnia jest górna, składająca się z kilku wolnych słupków.
OwocePojedyncze.

## Systematyka
Pozycja według APweb (aktualizowany system APG III z 2009)
Rodzaj wraz z całą rodziną flaszowcowatych w ramach rzędu magnoliowców wchodzi w skład jednej ze starszych linii rozwojowych okrytonasiennych określanych jako klad magnoliowych.
Lista gatunków
| - Diclinanona calycina (Diels) R.E.Fr. - Diclinanona matogrossensis Maas - Diclinanona tessmannii Diels |